# Petrache Poenaru (stație de metrou)
Petrache Poenaru (denumită între 1979 și 2009 Semănătoarea) este o stație de metrou din București, ce deservește, printre altele, Complexul Studențesc Regie. În dreptul acesteia se află ramificația către Depoul Ciurel.

## Istoric
Stația Semănătoarea a fost deschisă la 19 noiembrie 1979 ca parte a primului tronson de metrou din București, Semănătoarea - Timpuri Noi. Aceasta a fost, pentru o perioadă, stație terminus, până în decembrie 1984, când linia a fost extinsă către Crângași.
De-a lungul timpului, stația a suferit mai multe modificări.
În 2009, în urma unor dezbateri publice la care au participat locuitori ai Capitalei și Agenția pentru Strategii Guvernamentale, noua denumire a stației a devenit Petrache Poenaru.
La un moment dat între 2010 și 2020 au fost instalate lifturi pentru persoanele cu deficiențe de mobilitate.
În mai 2017, porțile de acces originale au fost schimbate cu unele moderne, ce încorporează cititor de cartelă cu bandă magnetică, cititor de cartelă electromagnetică pentru cardurile de transport contactless și terminal POS pentru plata contactless cu cardul (inaugurată în 2020). Achiziția acestora a fost cofinanțată de Uniunea Europeană prin Programul Operațional Infrastructură Mare - POIM.
După un incident din 2019 în care un călător a fost rănit de un panou de sticlă desprins din tavan în stația Universitate, tavanele false de sticlă din multe stații au fost scoase. Aceasta măsură a fost aplicată și în stația Petrache Poenaru.
Spre sfârșitul anului 2022, în stație și pe căile de acces către aceasta a fost montat pavaj tactil pentru persoanele cu deficiențe de vedere.

## Arhitectură
Stația are pereții realizați din cărămizi întrerupte de stâlpi verticali albi iar podeaua făcută din plăci de culoare galbenă.
Lipsa integrării lifturilor noi și scoaterea tavanului de sticlă, un element reprezentativ al metroului din București, a avut un impact negativ vizibil asupra arhitecturii. Mai mult, antenele expuse și cablurile ce atârnă din tavan contribuie la un aspect degradat al stației.

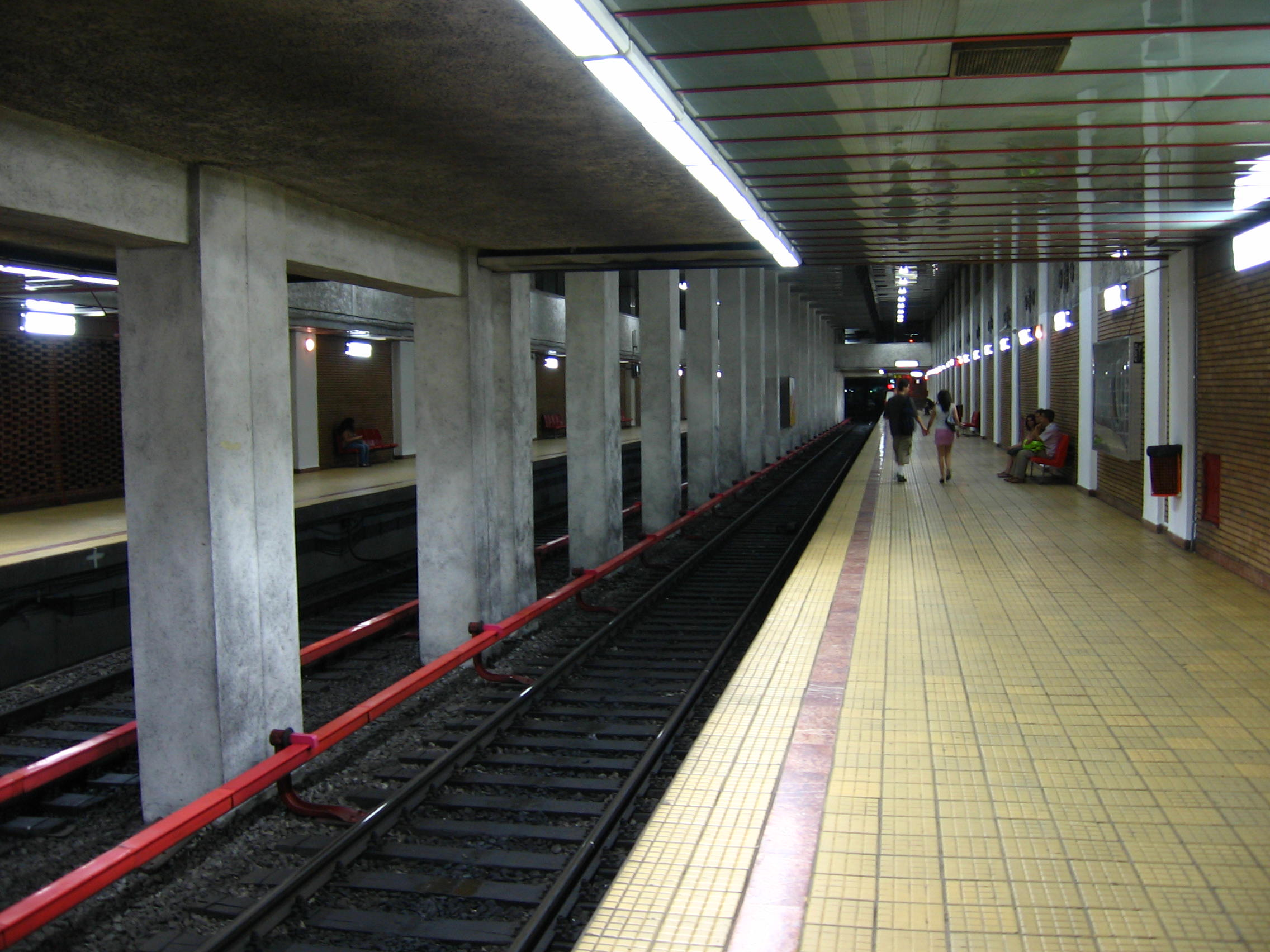
Stația Petrache Poenaru în 2007
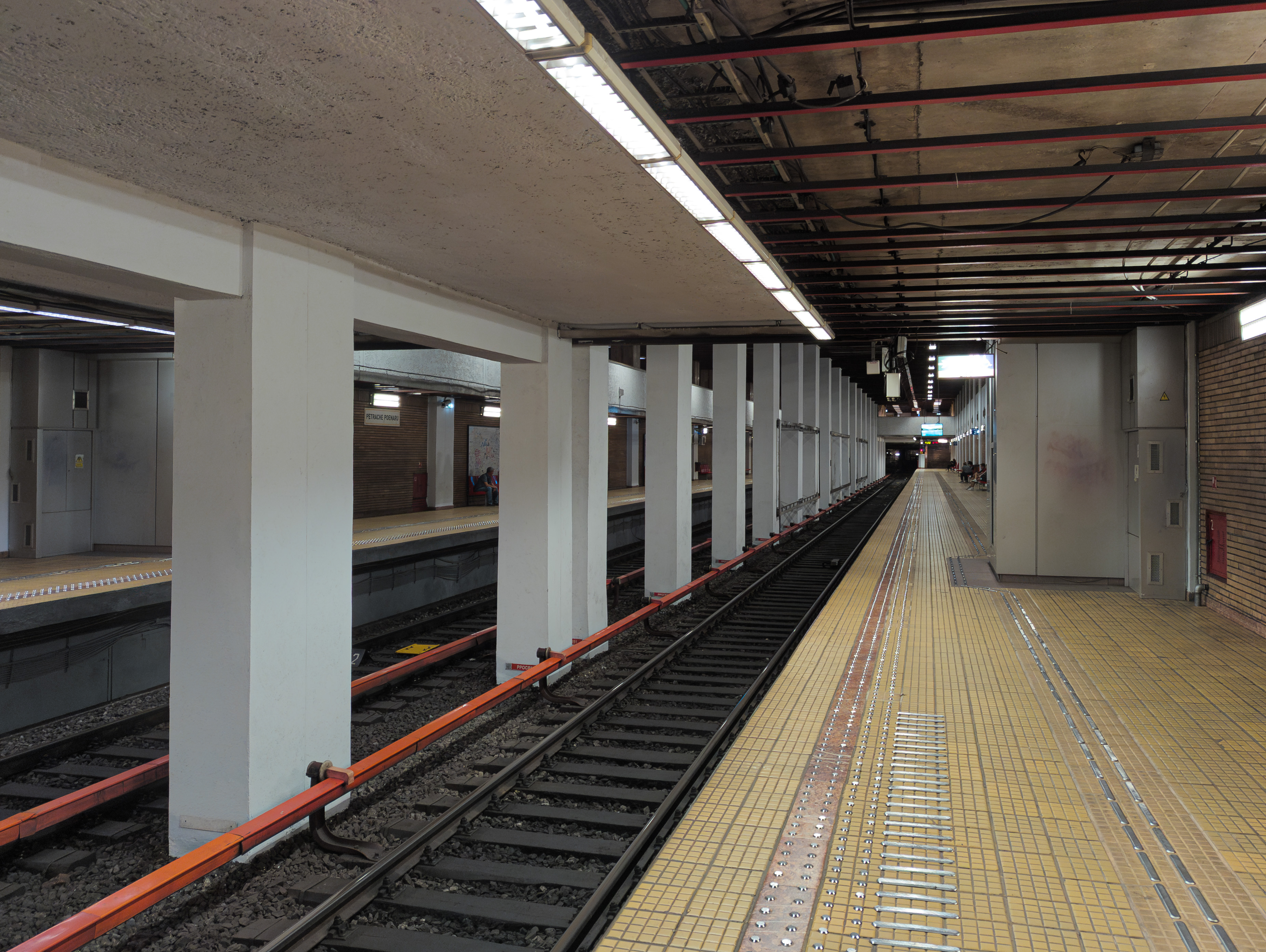
Stația Petrache Poenaru în 2023